# Kim Wayans

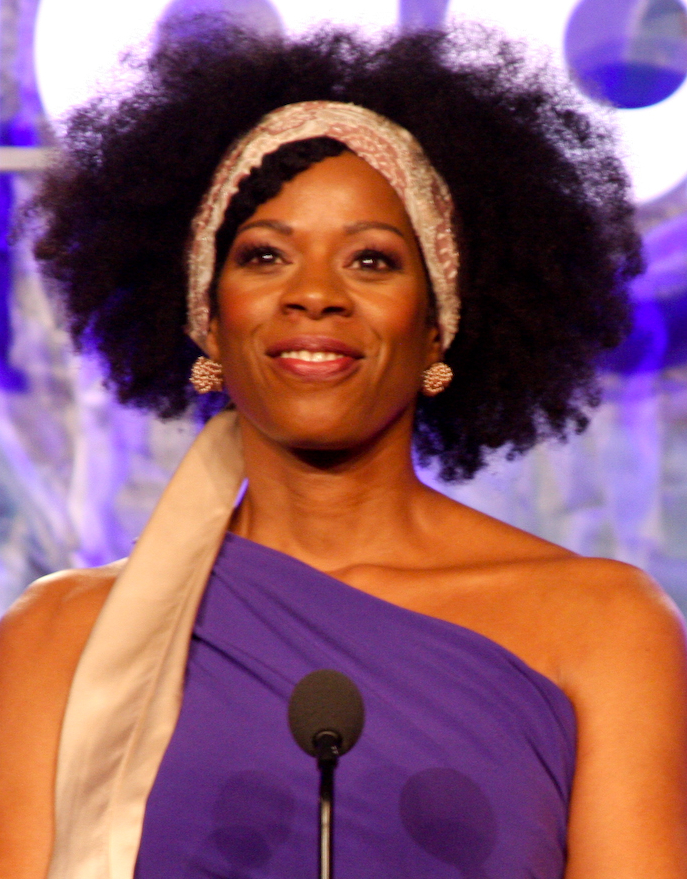
Kim Wayans (2012)

Kim Wayans (* 16. Oktober 1961 in New York City) ist eine US-amerikanische Schauspielerin. Sie spielte unter anderem die Rolle der Tonia Harris in der Fernsehserie Ein schrecklich nettes Haus und die Rolle der Allison in der Fernsehserie College Fieber.
Kim Wayans besuchte die Wesleyan University, bei der sie auch ihren Abschluss machte.
Sie ist die Schwester der Schauspieler Damon Wayans, Marlon Wayans und Keenen Ivory Wayans.

## Filmografie (Auswahl)
- 1987–1988: College Fieber (Fernsehserie, 11 Folgen)
- 1988: Ghettobusters
- 1990–2001: In Living Color (Fernsehserie, 115 Folgen)
- 1994: Talking About Sex
- 1994: A Low Down Dirty Shame
- 1995–1998: Ein schrecklich nettes Haus (In The House, Fernsehserie, 50 Folgen)
- 1996: Hip Hop Hood – Im Viertel ist die Hölle los (Don’t Be a Menace to South Central While Drinking Your Juice in the Hood)
- 1996–1997: Waynehead (Fernsehserie, 7 Folgen)
- 1997: Critics and Other Freaks
- 2002: Juwanna Mann
- 2007: What News? (Fernsehfilm)
- 2009: Dance Flick – Der allerletzte Tanzfilm (Dance Flick)
- 2011: Pariah
- 2012: Criminal Minds (Fernsehserie, Folge 8x02)
- 2014: Reckless (Fernsehserie, 13 Folgen)